# Oligochroa amaura
Oligochroa amaura är en fjärilsart som beskrevs av Oswald Beltram Lower 1902. Oligochroa amaura ingår i släktet Oligochroa och familjen mott. Inga underarter finns listade i Catalogue of Life.